# Cut Me Some Slack
Cut Me Some Slack é uma música lançada em 2012, como resultado de uma improvável parceria entre o Beatle Paul McCartney com ex-integrantes do Nirvana - Dave Grohl (bateria), Krist Novoselic (baixo) e Pat Smear (guitarra) - parceria esta chamada de "Sirvana". A canção foi mostrada pela primeira vez no dia 12 de dezembro de 2012, no festival 12-12-12. que reuniu astros da música em prol das vítimas do furacão Sandy, em Nova York.
A música foi composta especialmente para o documentário “Sound City” de Dave Grohl.

## Detalhes da Faixa
| N.º | Título              | Compositor(es)                                | Músicos                                       | Duração |  |
| 1.  | "Cut Me Some Slack" | Paul McCartney, Grohl, Krist Novoselic, Smear | Paul McCartney, Grohl, Krist Novoselic, Smear | 4:38    |  |

## Prêmios e indicações
| Ano  | Prêmio                 | Indicação              | Resultado | Ref.  |
| ---- | ---------------------- | ---------------------- | --------- | ----- |
| 2014 | Pré-indicação ao Oscar | Melhor Canção Original | Indicado  | [ 3 ] |
| 2014 | Grammy Awards de 2014  | Melhor canção de Rock  | Venceu    | [ 4 ] |